# えひめ南農業協同組合
えひめ南農業協同組合（えひめみなみのうぎょうきょうどうくみあい、通称JAえひめ南）は、愛媛県宇和島市に本所を置く農業協同組合である。

## 沿革
- 1997年4月1日 - 宇和島農業協同組合、伊予吉田町農業協同組合、三間町農業協同組合、鬼北農業協同組合、津島町農業協同組合、南宇和郡農業協同組合及びマルエム青果農業協同組合が合併して発足。
- 2009年4月1日 - 宇和青果農業協同組合を合併。
- 2018年3月5日 - 共済業務と融資業務を宇和島支所、鬼北広見支所、岩松支所及び南宇和城辺支所に集約。
- 2020年3月14日 - 金融店舗統廃合を実施（19店舗→8店舗）。

## 管轄区域
- 愛媛県宇和島市
- 愛媛県北宇和郡鬼北町・松野町
- 愛媛県南宇和郡愛南町

## 支所等一覧
金融店舗
- 宇和島支所 - 宇和島市栄町港3丁目303
- 立間中央支所 - 宇和島市吉田町立間2-2266
- 三間町支所 - 宇和島市三間町宮野下525
- 鬼北支所（鬼北広見支所から名称変更）- 北宇和郡鬼北町永野市1
- 松野支所 - 北宇和郡松野町松丸314
- 津島支所（岩松支所から名称変更）- 宇和島市津島町岩松682
- 南宇和支所（南宇和城辺支所から名称変更）- 南宇和郡愛南町城辺乙451
- 内海支所 - 南宇和郡愛南町柏390（愛南町役場内海支所内）

拠点等
- 宇和島営農センター - 宇和島市川内甲1092
- 伊予吉田営農センター - 宇和島市吉田町立間2-2266
- 三間営農センター - 宇和島市三間町宮野下525
- 鬼北営農センター - 北宇和郡鬼北町永野市1
- 津島営農センター - 宇和島市津島町岩松682
- 南宇和営農センター - 南宇和郡愛南町御荘平城1986

- 特産品センター　みなみくん - 宇和島市弁天町１丁目318-16（きさいや広場内）

- 宇和島共選場 - 宇和島市伊吹町字西ノ久保甲1503-3
- 味楽共選場 - 宇和島市吉田町立間2-2222
- 玉津共選場 - 宇和島市吉田町法花津6-78
- 喜佐方共選場 - 宇和島市吉田町沖村字平石甲2546-1
- マルエムフルーツアイランド - 南宇和郡愛南町御荘平山973

## 子会社
- えひめ南汽船
- オートパルえひめ南